# Muzeum meteoritů
Muzeum meteoritů (jinak též Muzeum meteoritů ve Stonařově či Muzeum a památník meteoritů) je muzeum ve Stonařově, je umístěno v budově úřadu městyse Stonařova v budově čp. 232. Bylo založeno 23. června 2012, je součástí souboru muzeí založenými v projektu Regionem Renesance. Součástí muzea je i památník pádu meteoritů ve Stonařově, který je umístěn na městečku mezi nákupním a zdravotním střediskem. Památník byl odhalen při příležitosti oslav 200 let od pádu meteoritů nedaleko Stonařova 22. května 1808.

## Stonařovské meteority
Tato událost se stala 22. května 1808 zhruba v 6 hodin ráno, kdy bylo popsáno, že při jasné obloze se na nebi objevil ohnivý kužel a následně se ozvala ohlušující rána. Meteorický déšť trval přibližně osm minut a celkem spadlo přibližně 200–300 kusů meteoritů. Meteority spadly přibližně v oblasti dlouhé asi 12,5 km a šířce 8,5 km, většina kusů měla hmotnost 30–50 gramů, největší kus měl 6 kilogramů a k vidění je v přírodovědném muzeu ve Vídni. Meteority mají tenkou sklovitou lesklou černou krustu, ta má jemné žilkování a důlky. Meteority pochází pravděpodobně z planetky Vesta, jsou složeny převážně ze živce a z pyroxenů, stáří hornin, ze kterých jsou složeny, je přibližně 4,5 miliardy let.

## Expozice
Muzeum je umístěno v někdejší zasedací místnosti úřadu, součástí sbírek jsou informace a dokumenty k pádu meteoritů. Součástí sbírky jsou úlomky stonařovských meteoritů a kopie největších kusů meteoritů, také se ve sbírce nachází křestní list planetky Stonařov – 61208. Ta byla objevena Milošem Tichým a Janou Tichou. V muzeu jsou také umístěny panely s informacemi o dějinách městyse, ve sbírkách historické části jsou umístěny archeologické nálezy z okolí obce a předměty z historie městyse. Informace se týkají mimo jiné i selských bouří, rytíře Rolanda a pádu meteoritů.